# Монізм
Моні́зм — теорія, згідно з якою різні типи буття або субстанції, що здаються різними, врешті зводяться до єдиного джерела. Для розуму, що не рефлектує, у світі існує практично нескінченне число типів субстанції: камінь, дерево, скло, сіль, цукор здаються глибоко та очевидно різними речовинами.
Перші грецькі філософи багато працювали над тим, щоб скоротити число субстанцій, віднаходячи їхню тотожність на глибших рівнях. За Емпедоклом існує лише чотири першоречовини: земля, повітря, вогонь та вода. Фалес також ризикнув припустити, що все складається з одного елемента — води, бо вона може перебувати і в твердому, і в рідкому, і в газоподібному стані.
Разом із цим повсякденні уявлення завжди мали дуалістичний характер. Для більшості людей матерія (що має форму, розмір, вирізняється твердістю та перебуває в русі) та свідомість (що не має жодної з цих властивостей) є глибоко різними. Системи філософського монізму у своєму розвиткові йшли від цього повсякденного дуалізму, акцентуючи ту чи іншу складову цього уявлення про двоїстий світоустрій.
Матеріалістичний монізм (наприклад, монізм Демокріта чи Томаса Гоббса) зводив свідомість до матерії, подаючи ментальні процеси як тілесні реакції. Прикладом, відчуття світла вважали простою реакцією сітківки ока та зорового нерва на промені світла.
На відміну від цього ідеалістичний монізм (наприклад, монізм Платона, Геґеля, Бредлі, Ройса) зводив матерію до свідомості — або через аналітичне розчленування «матеріальних» речей на відчуття, або показуючи, що просторовий світ є внутрішньо суперечливою конструкцією, і лише розумне може бути реальним. До цього погляду близький пантеїстичний монізм Спінози, за яким свідомість та матерія суть прояви єдиної субстанції, що лежить в їхній основі.
Під монізмом зазвичай розуміють метафізичний монізм того чи іншого роду. Окрім того, є ще епістемологічний монізм, згідно з яким те, що ми відчуваємо у звичайному сприйнятті, є тотожним об'єктові, яким він є в природі.